# Гробниця Сафдарджанґа
Гробниця Сафдарджанґа (гінді सफ़दरजंग का मक़बरा, урду صفدر جنگ کا مقبره, Safdarjang ka Maqbara, англ. Safdarjung's Tomb) — мармуровий мавзолей Сафдарджанґа, прем'єр-міністра могольського імператора Мухаммад Шаха, у місті Делі, Індія. Він був збудований в 1754 році у стилі могольської архітектури. Мавзолей оточує великий сад, створений у стилі, відомом зараз як «могольські сади» або «чарбаґх». Фасад мавзолею прикрашений складними узорами на штукатурці.
Частину будівлі мавзолею зараз займає Археологічне управління Індії.

## Галерея

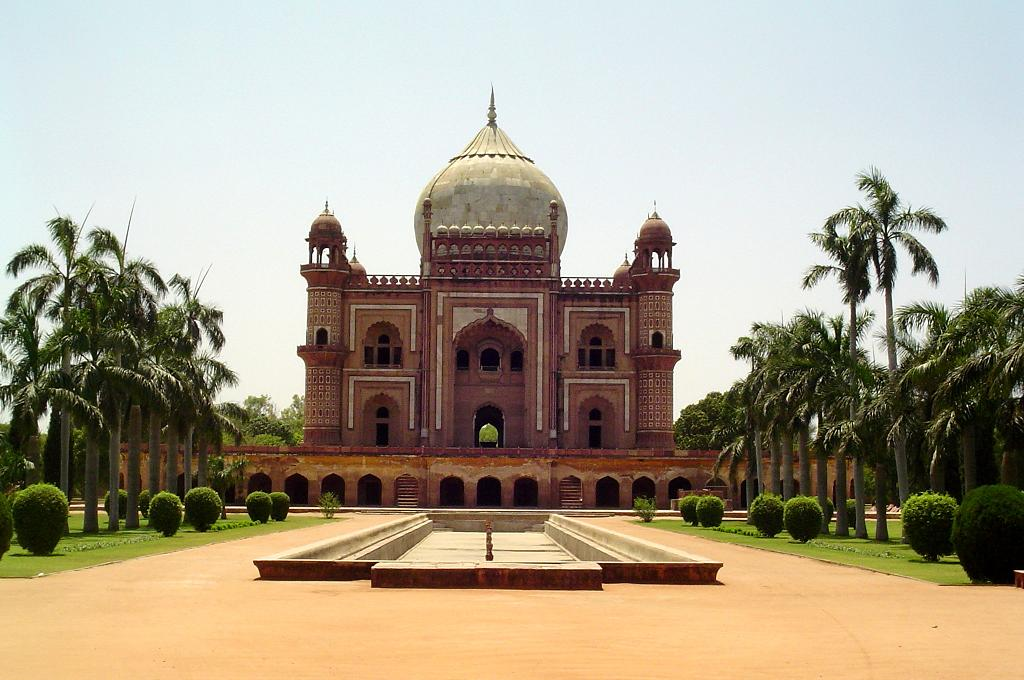
Гробниця Сафдарджунґа
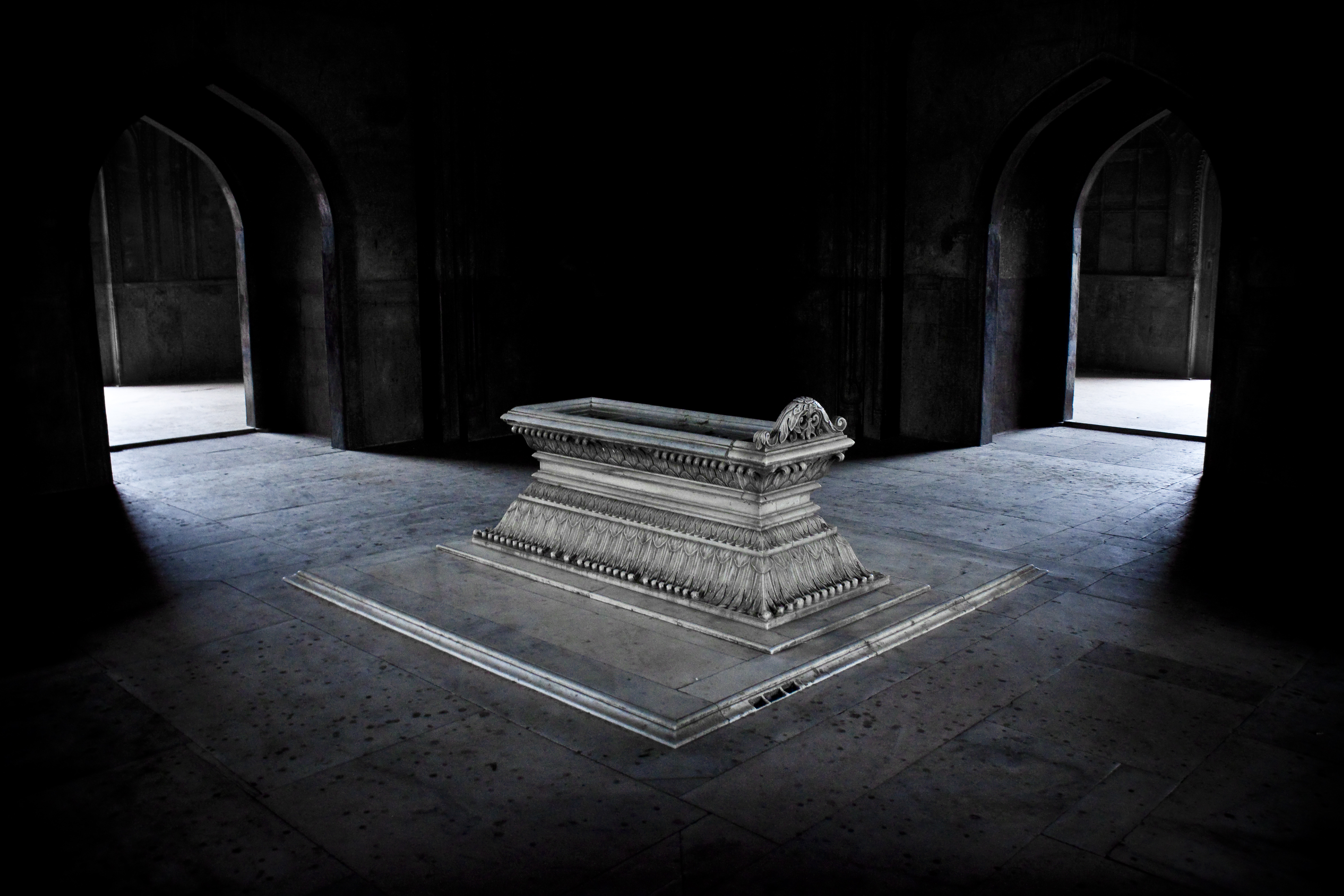
Вигляд всередині гробниці
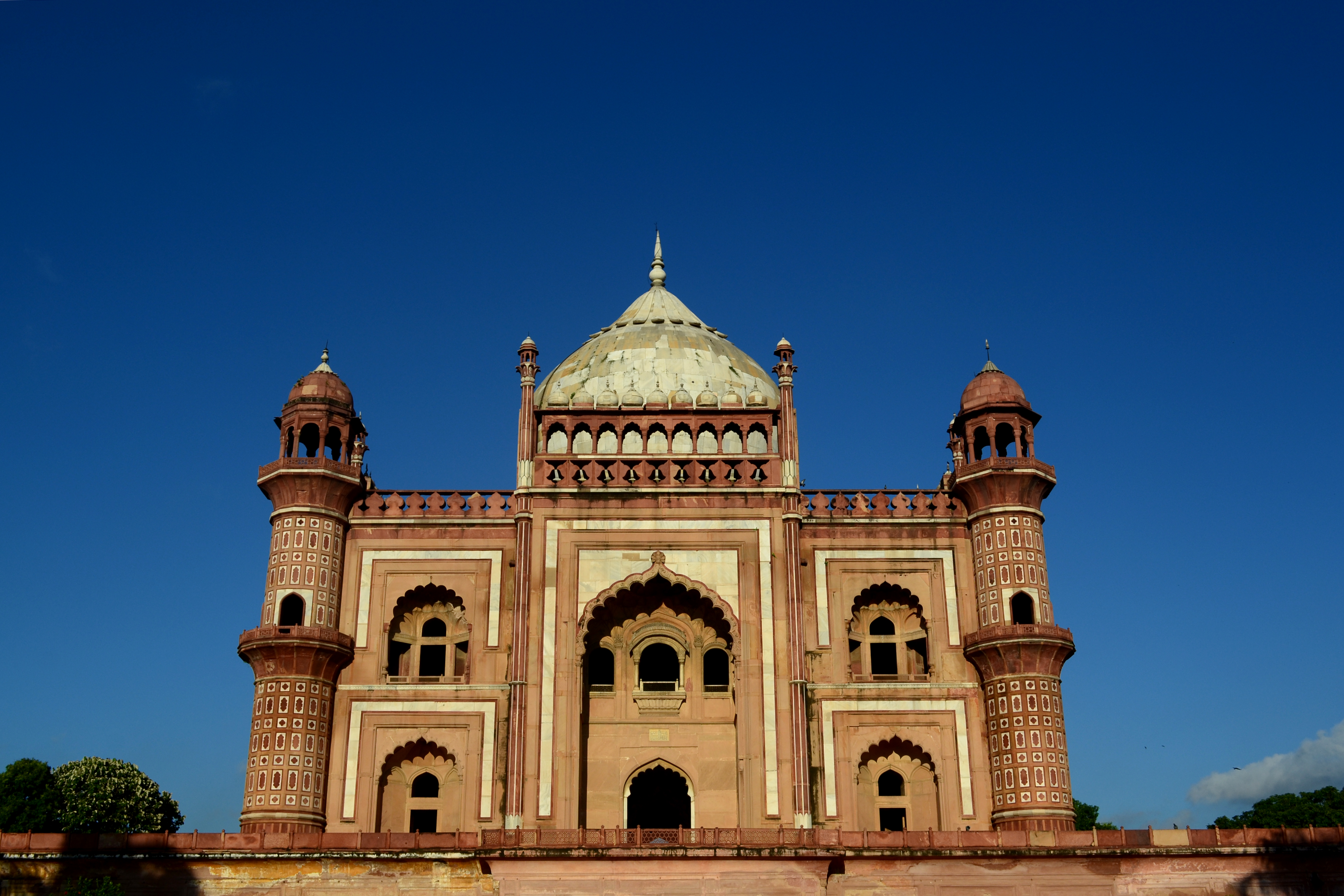
Будівля гробниці спереду
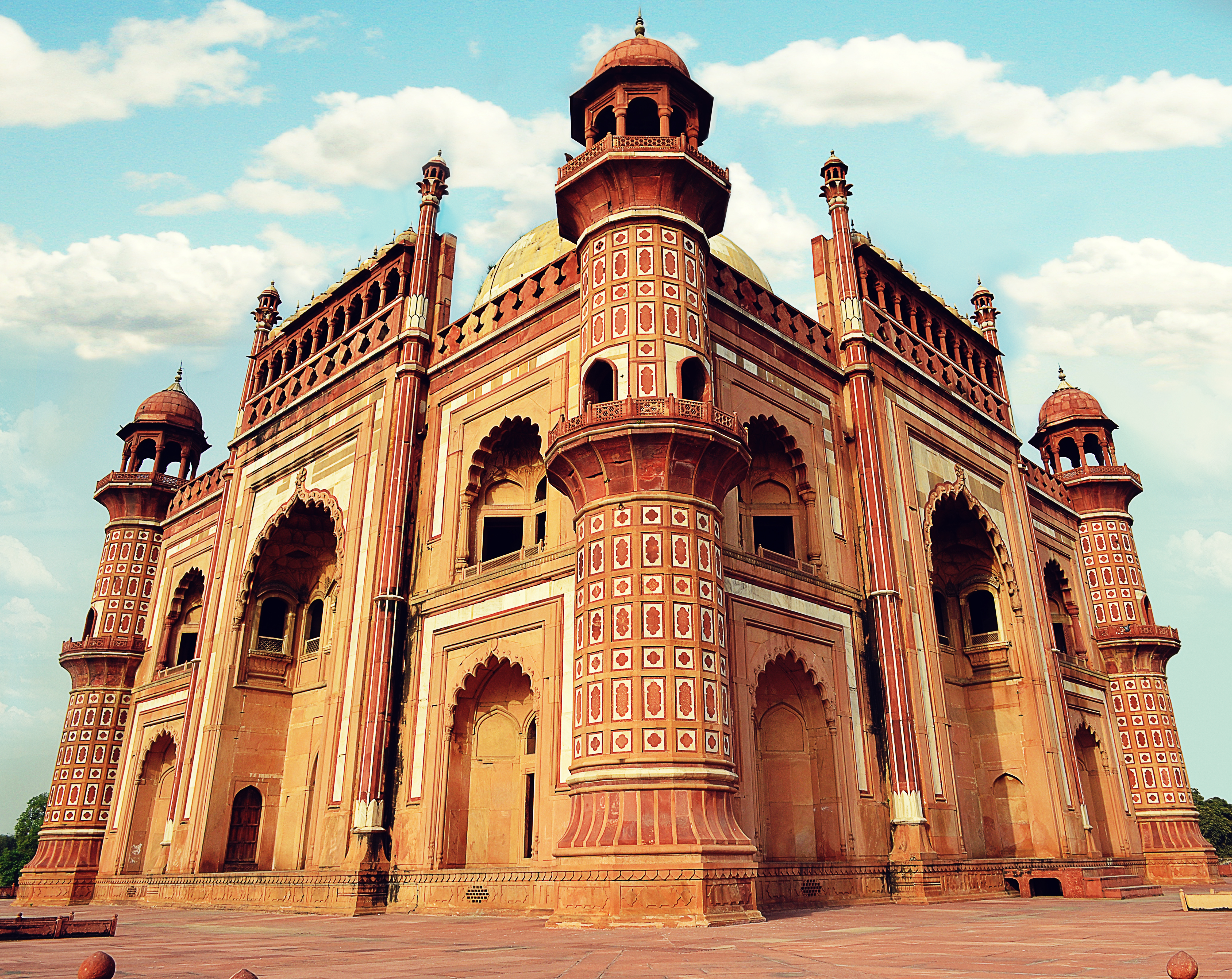
Вигляд будівлі зблизька
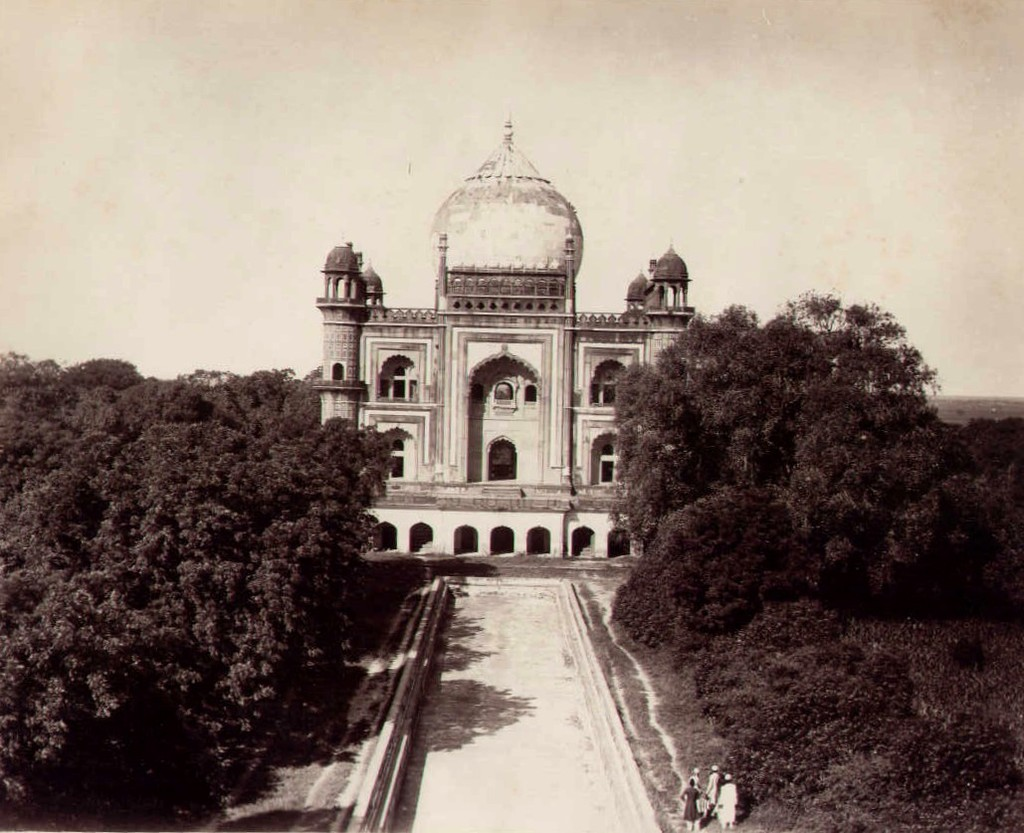
Гробниця у 1870 році